# 長い散歩
『長い散歩』（ながいさんぽ）は、2006年公開の日本映画。2006年のモントリオール世界映画祭でグランプリ、国際批評家連盟賞、エキュメニック賞の3冠を受賞した。

## あらすじ
秋頃、愛知県名古屋市で暮らしていた安田松太郎は、県内の別の地域のアパートに引っ越す。松太郎はこれまで妻や娘との接し方を間違えたことを後悔しており、妻の葬儀を終えて自宅を出てきたのだった。翌日買い物から自宅アパートに帰った松太郎は、外階段の踊り場に座る天使の羽を付けた幼女・サチと出会う。サチは松太郎の隣の部屋で母・真由美、“ヒモ”の男と暮らしていた。
隣室から男女が揉める声を聞いた松太郎は、管理人と一緒に中に入ると、真由美が男に金を無心されて叩かれるのを目の当たりにする。だがその真由美も以前からサチを虐待しており、サチの叫び声を聞いた松太郎は、彼女を追って近くの林の中に訪れる。サチが青空を飛ぶ白い鳥の絵本を読んでいることを知った松太郎は、巣の中で鳴いていた小鳥を彼女になでさせて鳥を巣に戻す。
翌日、再びサチの叫び声を聞いた松太郎が隣室に駆け込むと、ヒモ男が彼女に手を出そうとしていた。相手を殴ってサチを助け出した松太郎は彼女が部屋に帰りたがらない様子を見て、「青い空を見に行こう」と告げて旅に出ることに。岐阜県のとある田舎町の祭りに訪れた松太郎がサチにわた菓子を買ってあげたり金魚すくいをやらせてあげると、彼女は徐々に心を開き始める。
警察署のいわい刑事が真由美からサチの捜索願を受ける頃、松太郎は旅の途中に出会った若者・ワタルと一緒に旅をすることに。3人で山間部の廃校に泊まると、朗らかなワタルに松太郎とサチも仲良くなって彼女は笑顔を見せる。しかしその直後ワタルが拳銃を隠し持っているのを見つけた松太郎は、「物騒だから、旅の間俺が預かる」と言って拳銃を取り上げる。
宿泊先でサチの金魚が死に、ワタルは彼女に死について教えるが、彼女を怖がらせたとして松太郎から叱られる。翌朝目を覚ました松太郎は、ワタルと預かっていた拳銃がないことに気付き、急いでサチを連れて近くの山の中を探す。松太郎とサチは川辺でワタルを見つけるが、直後にワタルは持っていた拳銃で自殺してしまう。その場を後にした松太郎は未来あるワタルの死にショックを受ける中、サチは木のそばに彼の墓を作ってあげる。
実家の娘宛に手紙を出した松太郎はサチとの旅を再開し、ヒッチハイクで乗せてもらった車で別の地域に移る。誘拐犯として全国に指名手配されたことを知った松太郎は、警察に電話していわい刑事に3日以内にサチを無事に返して自首することを告げる。逆探知で岐阜県内にいることを知ったいわい刑事は、町の出入り口の道路に緊急配備を敷く。松太郎の実家でに訪れたいわい刑事は、娘が父を冷たく拒絶するのを聞いて帰ろうとしたところ、開封された手紙に違和感を覚えてこっそり署に持ち帰る。
翌日バスに乗っていた松太郎とサチは、警察の検問を見つけて急いでバスを降りたところをいわい刑事に目撃される。そのまま刑事に追われる松太郎だったが、サチを連れて細い路地を走って間一髪何とか逃げ切る。いわい刑事が松太郎の手紙を読むと、そこには松太郎の家族への懺悔と共に「人には、自分を見つめる旅がある」との言葉が書かれており、彼の起こした行動は本当に誘拐事件なのかと疑問が生じる。その頃松太郎とサチはとある山に登り、彼女は青い空を飛ぶ白い鳥を見て笑顔で駆け回る。山を降りた松太郎が警察署に行こうとすると、彼女から「どこに行くの？おじいちゃん」と言われて思わず涙するが、いわいとの約束を果たすため、警察に自首する。

## キャスト
安田松太郎
演 - 緒形拳
愛知県名古屋市で暮らしていたが妻の葬儀を終えると娘に自宅を譲り、冒頭で作中の安アパートの2階の部屋で暮らし始める。元校長で正義感に溢れる熱血教師で、過去には怒ると平手打ちをしたり怒鳴ることもあった。また、家族にも厳しく接してきたが、現在はそのことを後悔している。サチを守ることを決意した後、髪を丸刈りにし、ジョギング、川原の少し大きめの石を投げ飛ばす、細長い竹を竹刀代わりに剣道のようなことをして身体を鍛える。サチを守りたいという思いは持っているが、旅の間彼女を一人にしてちょっと買い物に行くなど不用心な所もある。
横山真由美
演 - 高岡早紀
アパートの2階の部屋で、幼い娘・サチとヒモ男と暮らしている。冒頭で隣室に松太郎が引っ越してくる。夜の飲み屋で働きながら、サチとヒモ男を養っている。元々サチと夫と暮らしていたが、2年前に夫が部屋を出てから自堕落な生活を送り、娘に虐待するようになった。無愛想でがさつな性格で自室はゴミが散乱しており、男にもだらしがない人物。仕事に出かける前に、サチにご飯代の小銭を投げ捨てる感じで渡している。サチがいなくなった後、捜索を頼んだいわい刑事から、母親としての接し方に苦言を呈される。
横山幸（サチ）
演 - 杉浦花菜
真由美の娘。年齢は5歳だが、幼稚園には通わせてもらっていない。父がいた2年前は保育園に通っており、お遊戯の発表会用に手作りした天使の羽を気に入り、以降その羽を身に着けて日常生活を送るようになった。真由美から虐待や愛情を受けていないことが影響により指しゃぶりの癖がある反面、日常的に笑顔はなく素行の悪い行動を取ることがある。普段はアパートの他、近所の商店、地元の林の中の自身の隠れ家がなどで過ごしている。アパートの外階段の2階の踊り場に時々佇み、正面の遠くにある工場の煙を見ている。母からもらうご飯代では、パンと飲み物を1つずつしか買えず、作中ではいつもメロンパンを食べているが好物かは不明。ある日絵本で読んだ青空を飛ぶ白い鳥の物語が好き。作中の夜店ですくった金魚を水を入れた容器で飼い始める。当初は松太郎に名乗るのも拒否していたが、旅をする内に彼を実の祖父のように慕い始める。
ワタル
演 - 松田翔太
一人旅をしている若者。とある田舎のローカル線の無人駅でサチ、松太郎と出会い、彼らの旅について行く。ほどなくして松太郎を「まっつぁん」と呼び、サチからは「お兄ちゃん」と呼ばれる。一見すると軽薄そうだが真面目で、朗らかで親しみやすい性格で子ども好きで、意外と洞察力や観察力がある。アフリカのザンビアの帰国子女で、現地の学校に馴染めずに引きこもりになった過去がある。松太郎に、ザンビアでは貧困やエイズで毎日何人もの人が死んでおり、平均寿命が33歳であることを伝える。ザンビアにいた頃に小さな猿をペットとして飼っていた。ザンビアのペンダントを首からかけており、宝物として大事にしている。
安田節子
演 - 木内みどり
松太郎の妻。冒頭で自身の葬儀を終える。生前、娘・亜希子の育て方について松太郎から強く責められ、そのストレスからキッチンドリンカー（アルコール依存症）になった。
安田亜希子
演 - 原田貴和子
松太郎の娘。冒頭で松太郎から実家を譲られる。詳細は不明だが、自宅でパソコンを使った物書きのような仕事をしている。母想いな性格で節子のことを慕っていた一方、中学生頃から松太郎のことを嫌っており、以後約20年間父に反発しながら生きてきた。中学生時代に万引きをして警察に補導されたことがある。松太郎が誘拐事件を起こした後、自宅に訪れたいわい刑事と会話する。
水口浩司
演 - 大橋智和
真由美の恋人だが、働いておらず彼女にたかっているヒモ。真由美との性行為の相性は良いようだが、金を無心する時は猫なで声で迫ったり暴力を振るうなどしている。サチに馴れ馴れしく接しているが、彼女からは気味悪がられている。ある夜2人きりになったサチにちょっかいを出し、叫び声を聞いて室内に入ってきた松太郎に竹の棒で頭を殴られる。失踪したサチのことで真由美と警察署に訪れるが、事情聴取で自身の行動を話せないためいわい刑事にテキトーな嘘で乗り切ろうとする。
アパートの管理人
演 - 山田昌
松太郎が入居するアパートの管理人。管理業務の他、空き時間はアパートの庭で畑仕事をしている。業務上住民の生活状況などに詳しく、松太郎に真由美の生活について教える。数日後畑で栽培中の野菜（まだ収穫時期でない）をサチに掘り出される。作中のアパートは壁が薄く、ある程度大きな音や声は壁越しに隣室に聞こえる状態。サチがいなくなった3日後に刑事がアパートを調べに来たため、応対する。
医師
演 - 津川雅彦
岐阜県内の医療施設で働く。ある夜松太郎が連れてきた、体調を崩したサチを診察する。
ウェイトレス
演 - 安藤サクラ
自身が働くファミリーレストランにやって来た松太郎とサチの注文を受ける。
いわい刑事
演 - 奥田瑛二
名古屋市の警察署で働くベテラン刑事。2日前にサチがいなくなった後、警察署に真由美と浩司が訪れ、「娘が家出をしたから探してほしい」と告げられる。真由美と浩司の関係、彼の頭部の怪我などについて質問するが、イライラした彼女から「もし誘拐だったらどうするの？」と言われて翌日から誘拐事件として捜査に取り掛かる。正義感はあるが、捜査令状もないのにアパートの松太郎の部屋内を違法捜査するということもある。後日岐阜県の山間部で発見されたワタルの銃殺体を調べる。
あべ刑事
演 - 比留間由哲
刑事の部下で、相棒。いわいと共に、松太郎の誘拐事件の捜査にあたる。サチの行方を探すため、いわいと2人でアパートの管理人から話を聞いたり、浩司の事情聴取などを行う。後日松太郎とサチが岐阜県にいることを知り、現地で彼らの行方を捜す。
大型トラックの運転手
演 - 金山一彦
岐阜県の山間部の路上でヒッチハイクをする松太郎とサチをトラックに乗せてあげる。その車中に車に備え付けた小型テレビで、愛知県の誘拐事件のニュースを偶然目にする。
質屋の店主
演 - 諏訪太朗
岐阜県内を旅する松太郎が客として訪れる。1950年代のオメガの腕時計を持ち込んだ松太郎に、店の決まりで高級な物は身分証明書がないと金を貸せないことを伝える。
その他
演 - 草野速仁、安藤さくら、安藤和津、仲谷かおり、岡山裕子  ほか

## スタッフ
- 企画・監督：奥田瑛二
- 脚本：山室有紀子、奥田瑛二、桃山さくら
- スーパーバイザー：安藤和津
- EDテーマ：UA「傘がない」
- 音楽：稲本響
- 撮影：石井浩一
- 照明：櫻井雅章
- 美術：竹内公一
- 編集：青山昌文
- 助監督：川口浩史、芦野広忠、北野隆、松本壇、安藤桃子
- 製作担当：渡辺貴生
- 特殊メイク：江川悦子
- MA：にっかつスタジオセンター
- タイトル：マリンポスト
- 現像：IMAGICA
- 撮影協力：岐阜フィルムコミッション、多治見市役所、笠原町役場、土岐市役所、郡上市役所、中津川市役所、各務原市役所、美濃加茂市役所、美濃市役所、日本ラインFC連絡協議会、なごやロケーションナビ、犬山ロケサービスチーム、春日井市役所、岐阜新聞・岐阜放送、北恵那交通、長良川鉄道、名古屋鉄道、名古屋テレビ放送、名古屋テレビ映像 ほか
- プロデューサー：橋口一成、マーク宇尾野
- 協力プロデューサー：深沢義啓（朝日放送）
- 製作総指揮：西田嘉幸（大喜株式会社）
- 制作プロダクション：ゼロ・ピクチュアズ
- 製作：ゼロ・ピクチュアズ、大喜株式会社、朝日放送
- 配給：キネティック